# دونالد اولیور سی
دونالد اولیور سی (زادهٔ ۳ آوریل ۱۹۷۰) یک بازیکن فوتبال اهل ساحل عاج است. وی در تیم ملی فوتبال ساحل عاج بازی کرده است.